# Eutidemo
Eutidemo (en greco clásico: Ευθύδημος Euthýdēmos) es un diálogo de Platón en el que, mediante un magistral recurso dramático, se contrapone la erística propia de los sofistas con la dialéctica practicada por Sócrates.

## Cronología y situación dramática
Se suele considerar al diálogo como uno de los pertenecientes al segundo periodo platónico, esto es, el de transición entre los diálogos tempranos y los de madurez del filósofo, entre el 388 a. C. y el 385 a. C. La opinión mayoritaria de los especialistas es la de que fue escrito después del Protágoras.
La acción dramática del diálogo puede fecharse gracias a algunas menciones de hechos históricos:
1. Sucede muchos años después de la fundación de Turios en 444 a. C. (271c)
2. Sócrates es demasiado viejo para aprender, según Critón: (272b).
3. Protágoras parece haber muerto ya, por el contexto en que se lo menciona (286c).
4. Alcibíades estaba vivo (275a). Por lo tanto, el año de muerte (404 a. C.),  es el terminus ante quem.

La acción ocurre aproximadamente entre el 415 a. C. y el 404 a. C. Y es más probable que más cerca de la última fecha, si se tiene en cuenta la mención a la edad de Sócrates.
Los interlocutores son Critón y Sócrates. Éste le narra a aquel lo más importante de una conversación que mantuvo el día anterior con dos conocidos maestros, Eutidemo y Dionisodoro. Eran hermanos originarios de Quíos, y colonos de Turios. Luego de que los exiliaran de allí fueron a vivir en la zona del Ática (271c). Eutidemo es mencionado en el Cratilo, 386d3. Dionisodoro era mayor que Eutidemo (283a). Según refiere Sócrates en la obra, se dedicaban a la estrategia y al arte de la lucha, y habían expandido sus habilidades incorporando el arte de la erística.
Junto a ellos estaban también como interlocutores Clinias, primo de Alcibíades (275a), y Ctesipo, que estuvo presente en la muerte de Sócrates.
Tuvo lugar esta conversación en el vestuario del Liceo, un gimnasio ubicado en las inmediaciones del santuario de Apolo Licio, escenario también del diálogo Lisis.

## Contenido
El diálogo está compuesto por un prólogo (217a-275c) en el que la conversación entre Sócrates y Critón sirve para presentar la situación y los interlocutores de la discusión del día anterior. Ésta se desarrolla entre 275c y 304b -excepto entre 290e y 293a, en la que ambos reflexionan sobre lo dicho-. Finaliza con un epílogo (304c-307e).
La parte central de la obra está destinada a mostrar el proceder falaz del arte erística de los sofistas, en tres partes: 275c-277c; 283a-288d y 293b-304b; que constituyen tres rondas de logomaquia cómica, fuertemente contrapuestas a la demostración seria de Sócrates, desplegada en dos etapas: 277d-282e y 288d-290e, de contenido protréptico.

### Ediciones y traducciones
- Ioannes Burnet, ed. (1902). Platonis Opera - Recognovit brevique addnotatione critica instruxit Ioannes Burnet - Tomus III tetralogiam V-VII continens. Londres: Oxford University Press.

- Platón (2003). Diálogos. Obra completa en 9 volúmenes. Volumen II: Gorgias. Menéxeno. Eutidemo. Menón. Crátilo. Madrid: Editorial Gredos. ISBN 978-84-249-0887-4.

### Estudios
- Guthrie, William Keith Chambers (ed. ing. Cambridge University Press 1962, ed. esp. 1990). Historia de la filosofía griega. IV: Platón. El hombre y sus diálogos: primera época (título original: A History of Greek Philosophy, Plato. The Man and his Dialogues: Earlier Period. Madrid: Editorial Gredos. ISBN 84-249-1440-6.